# 서울지방노동위원회
서울지방노동위원회(서울地方勞動委員會, Seoul National Labor Relations Commission)는 노동관계에서 발생하는 노사간의 이익 및 권리분쟁을 신속하고 공정하게 조정·판정하여 산업평화 정착에 기여하기 위해 설립된 대한민국 고용노동부 중앙노동위원회 소속기관으로 서울지방노동위원회 위원장은 고위공무원 가급(1급 상당)의, 상임위원은 고위공무원 나급(2~3급 상당)의 별정직공무원으로 보한다. 서울특별시 영등포구 문래로20길 56에 위치하고 있다.

## 연혁
- 1953년 3월 사회부 서울특별시지방노동위원회
- 1963년 12월 서울특별시청 서울특별시지방노동위원회
- 1980년 12월 노동청 서울특별시지방노동위원회
- 1981년 4월 노동부 서울특별시지방노동위원회
- 1997년 3월 노동부 서울지방노동위원회
- 2010년 7월 고용노동부 서울지방노동위원회

## 조직

### 서울지방노동위원회 위원장
- 상임위원 (2인)

#### 사무국
- 조정과
- 교섭대표결정과
- 심판1과
- 심판2과